# One Track Mind
One Track Mind è un singolo del gruppo musicale statunitense Thirty Seconds to Mars, pubblicato il 23 marzo 2018 come terzo estratto dal quinto album in studio America.

## Descrizione
One Track Mind è stato realizzato con la partecipazione vocale del rapper statunitense ASAP Rocky, il quale esegue parti perlopiù cantate durante la terza strofa. Il brano rappresenta inoltre la seconda collaborazione del gruppo con un artista esterno, in seguito alla collaborazione con Kanye West al singolo Hurricane 2.0.

## Tracce
1. One Track Mind (feat. ASAP Rocky) – 4:20 (Jared Leto, Daniel Omelio, Rakim Mayers)